# Gebrüder Bing
Gebrüder Bing (lett. "Fratelli Bing"), nota anche semplicemente come Bing, è stata un'azienda tedesca di giocattoli fondata nel 1863 a Norimberga, in Germania, da due fratelli, Ignaz Bing e Adolf Bing, che inizialmente produceva utensili da cucina in metallo, ma che viene ricordata soprattutto per la sua vasta gamma di modellini di treni e motori a vapore.

## Storia

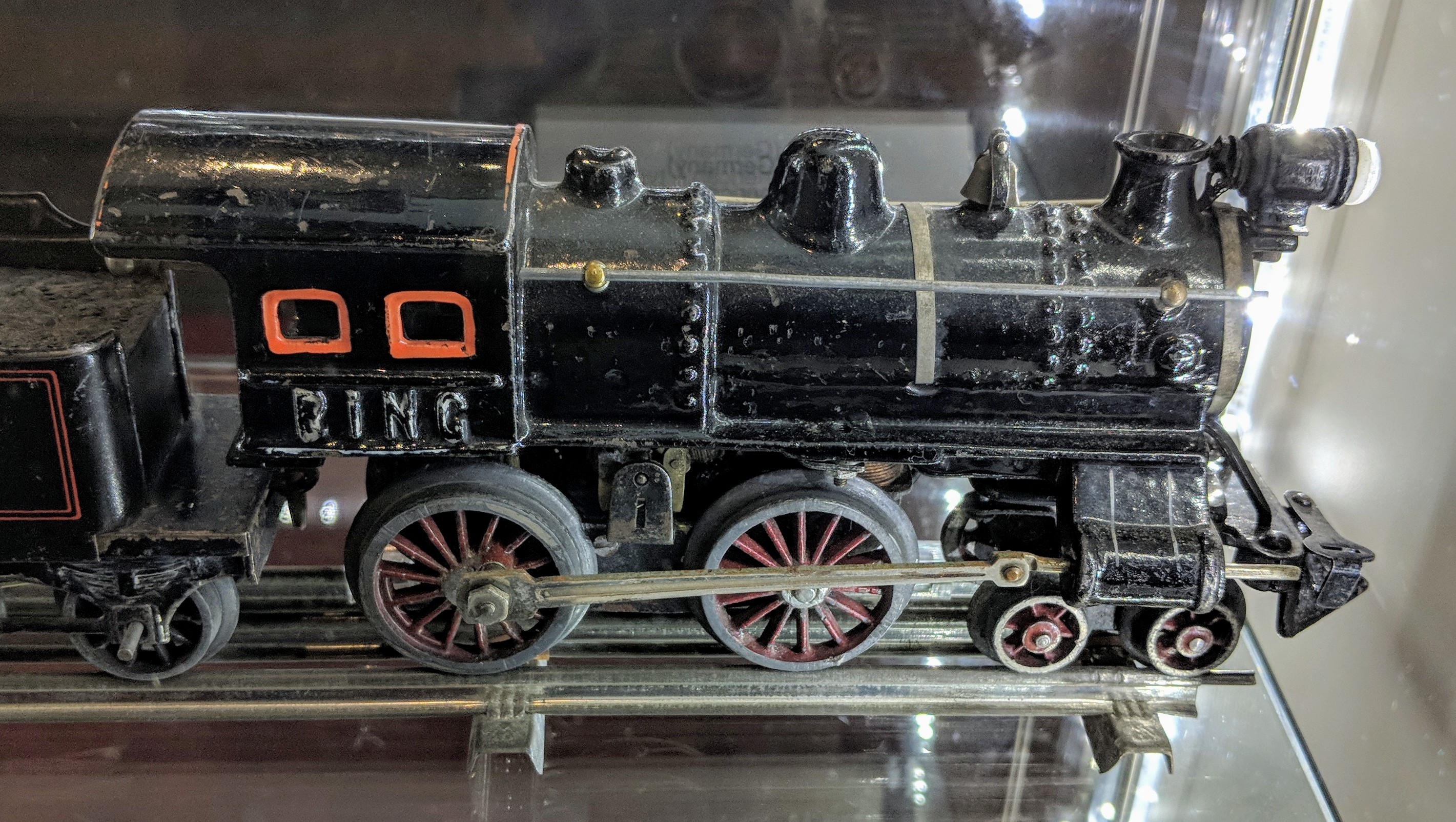
Locomotiva elettrica Bing di tipo americano risalente al 1914 circa.

L'azienda produceva vasellame in peltro e rame prima di dedicarsi alla produzione di giocattoli nel 1880; i loro primi orsacchiotti furono lanciati nel 1907. All'inizio del XX secolo, Bing era la più grande azienda di giocattoli del mondo e la loro sede di Norimberga era la più grande fabbrica di giocattoli al mondo. Sebbene Bing producesse numerosi giocattoli, oggi è ricordata soprattutto per i trenini e i giocattoli a vapore. Oltre ai giocattoli, produceva novità scientifiche ed educative e una vasta gamma di utensili da cucina, stoviglie, attrezzature per ufficio, giradischi, articoli elettrici e così via.
Lo "stile di Norimberga", che consiste nel produrre giocattoli su lastre d'acciaio con disegni litografati che vengono stampati nel metallo, formati e assemblati utilizzando linguette e fessure, fu perfezionato da Bing. Questo metodo di produzione è rimasto in uso fino agli anni '50, molto tempo dopo la chiusura dell'azienda.

### Modellini di treni
I primi modellini di treni dell'azienda arrivarono sul mercato nel 1880. Quando la Märklin formalizzò diversi standard per lo scartamento dei binari nel 1891, Bing li adottò, aggiungendo la scala 0 nel 1895 e la scala III, causando confusione in quanto la scala III di Marklin divenne la scala IV di Bing. All'inizio degli anni '20 sotto gli auspici di Bassett-Lowke, Bing introdusse una scala ancora più piccola, la metà di quella "0", che chiamò 00. Tuttavia, lo scala 00 di Bing (in scala 4mm) divenne uno standard britannico, più grande della scala 3,5mm sullo stesso scartamento di binari favorita altrove.
Bing produsse numerosi articoli per l'esportazione che vennero poi venduti con il proprio nome o per conto di altre aziende. Bing produsse trenini per il mercato britannico per Bassett-Lowke e A. W. Gamage, e produsse trenini per il mercato nordamericano, che esportò e commercializzò in proprio. All'inizio del XX secolo, Bing si contese la quota di mercato con la Ives Manufacturing Company, che superò definitivamente Bing nelle vendite solo nel 1910. Nel corso della loro storia, le due aziende copiarono spesso i progetti dell'altra. In alcuni casi, le due aziende usarono persino lo stesso numero di catalogo per i loro prodotti concorrenti. Grazie alla manodopera tedesca a basso costo e ai bassi costi di spedizione e dazi doganali, Bing era spesso in grado di praticare prezzi inferiori a quelli dei suoi concorrenti statunitensi. Nel 1914, Bing aveva 5 000 dipendenti; mentre la Märklin ne impiegava 600.

### Motori a vapore

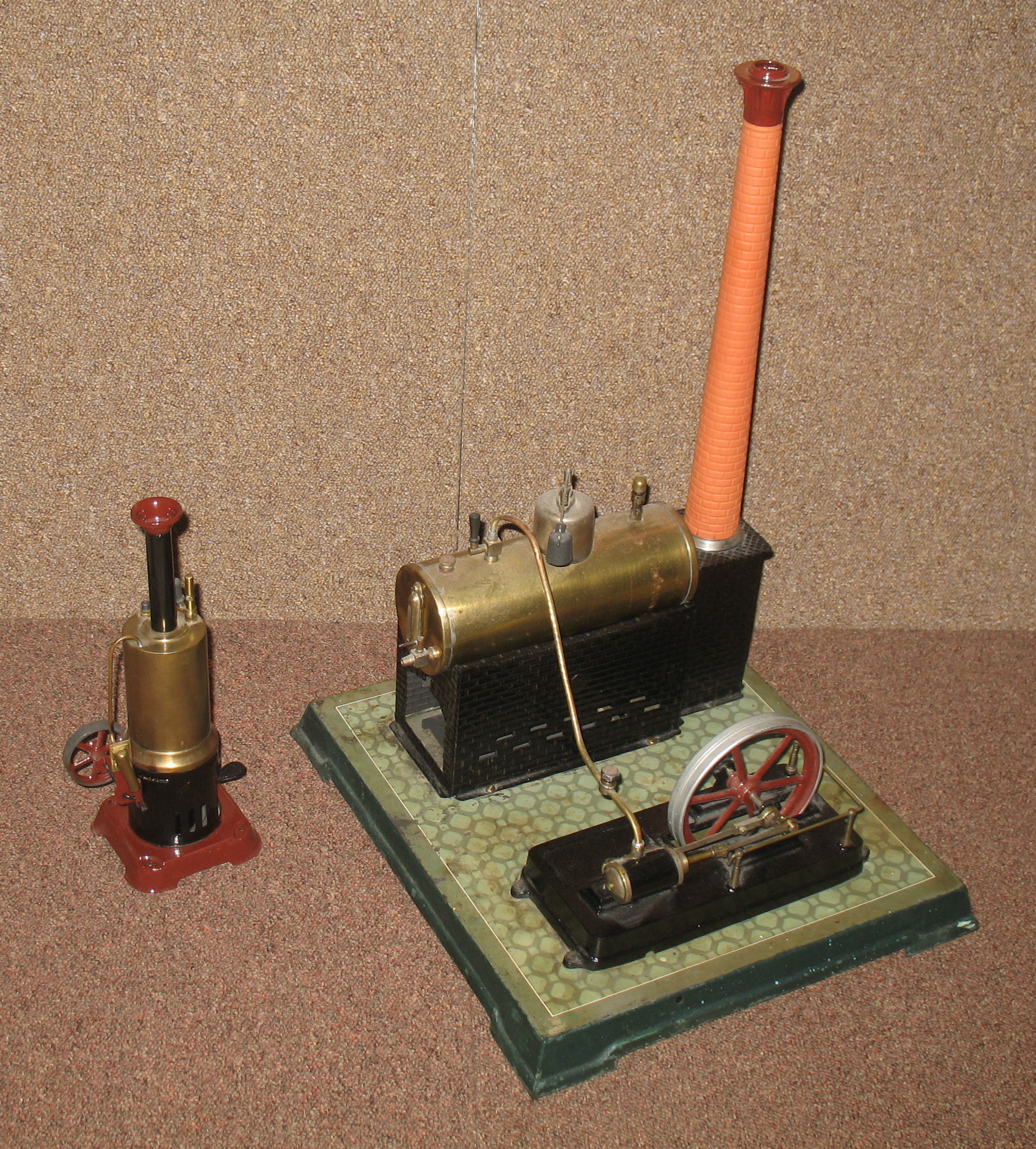
Due macchine a vapore stazionarie Bing risalenti al 1925 circa

La gamma di motori a vapore comprendeva motori stazionari, locomotive, veicoli stradali e imbarcazioni. I motori a vapore sono stati prodotti per la maggior parte della storia dell'azienda. Fin dall'inizio furono prodotti motori stazionari e modelli mobili. La maggior parte dei modelli stazionari non erano rappresentativi di un particolare prototipo di motore a vapore. I motori mobili erano più riconoscibili e potevano, per le versioni più costose, essere classificati come modelli in scala, anche se imprecisi. Le versioni delle locomotive ferroviarie erano spesso molto simili nei contorni ai loro modelli realistici.

## La prima guerra mondiale e le sue conseguenze
La prima guerra mondiale costrinse l'azienda ad uscire dal mercato delle esportazioni mentre era al suo apice. Nel 1916, Ives e la A.C. Gilbert Company formarono la Toy Manufacturers Association e fecero pressione per proteggere la crescente industria manifatturiera di giocattoli sul suolo statunitense, che in assenza di concorrenza straniera era cresciuta. Di conseguenza, il dazio sui giocattoli tedeschi aumentarono dal 35% al 70%. Inoltre, la morte del fondatore dell'azienda, Ignaz Bing, nel 1918, creò un vuoto nella direzione.
Dopo la guerra i salari tedeschi aumentarono, così come i costi di spedizione e l'inflazione. Ciò creò un clima sfavorevole per le esportazioni tedesche. Nel frattempo, la Lionel Corporation produceva pubblicità che criticava i metodi di produzione dei treni della concorrenza. Sebbene fosse rivolta principalmente alla Ives, questa campagna pubblicitaria danneggiò anche l'immagine di Bing, perché i suoi metodi erano molto simili. Bing faticò a vendere i prodotti presenti nel suo vecchio inventario e inoltre valutò male la domanda del prodotto.
Nonostante queste battute d'arresto, nel 1921 l'azienda si era ristabilita nel mercato statunitense, soprattutto grazie alle vendite tramite il rivenditore di cataloghi Sears, Roebuck & Company. Tuttavia, nel 1925 anche la Lionel vendeva attraverso la Sears e Bing si trovò rapidamente esclusa dal mercato. Bing cercò di compensare aumentando il suo mercato in Canada, dove competette con alterne fortune con American Flyer.

## Il declino interbellico
Nel 1927, Bing si trovava in gravi difficoltà finanziarie e il presidente della società, Stephan Bing, e suo figlio, lasciarono l'azienda, andando inizialmente a lavorare con un'altra azienda di giocattoli di Norimberga.
Nel 1932, Bing fu messa in liquidazione e i Bing, che erano ebrei, fuggirono in Inghilterra a causa dell'ascesa di Adolf Hitler. L'azienda fallì definitivamente nel 1933. Gran parte dei suoi strumenti furono acquisiti da Bub, un'azienda di giocattoli rivale.
Stephan Bing contribuì a fondare l'azienda britannica Trix. Altri dirigenti di Bing fondarono la società Trix Express.

## Museo
Nell'Historic Toy Museum a Freinsheim è disponibile una collezione privata di prodotti Bing.

## Galleria d'immagini

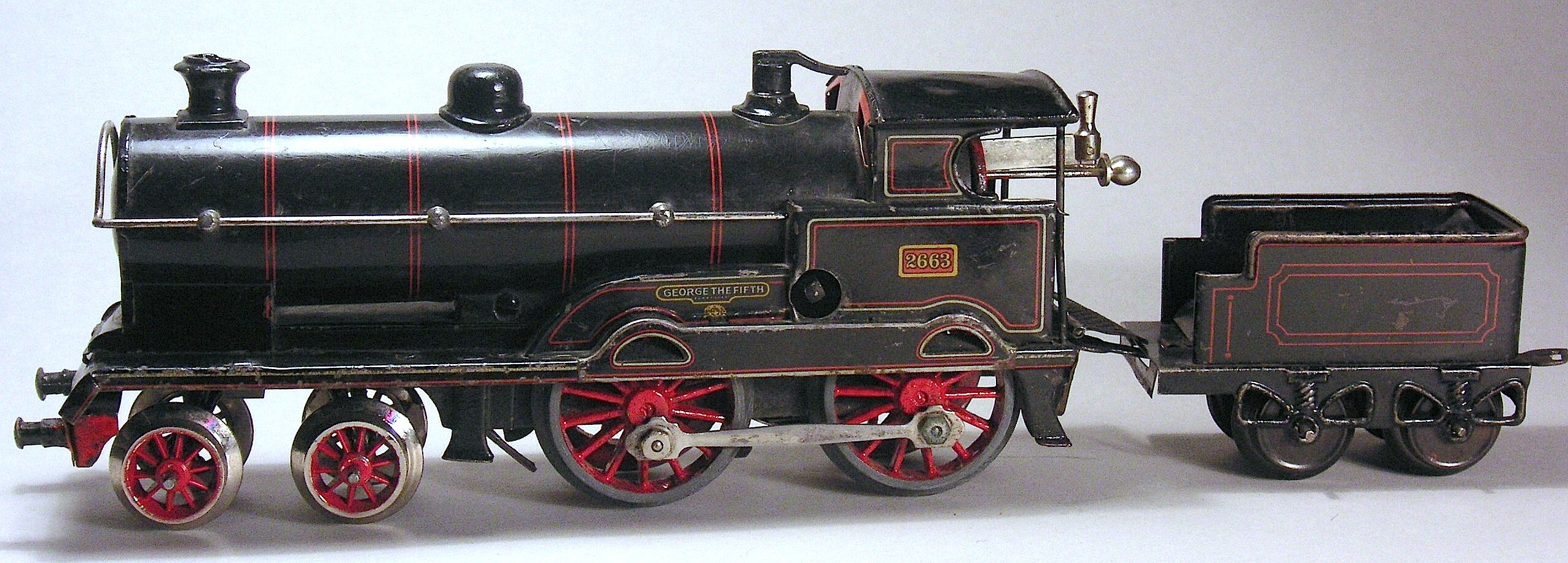
Locomotiva a carica George the Fifth, realizzata circa nel 1922. Il carro trainato dalla locomotiva non è basato su un modello realistico.
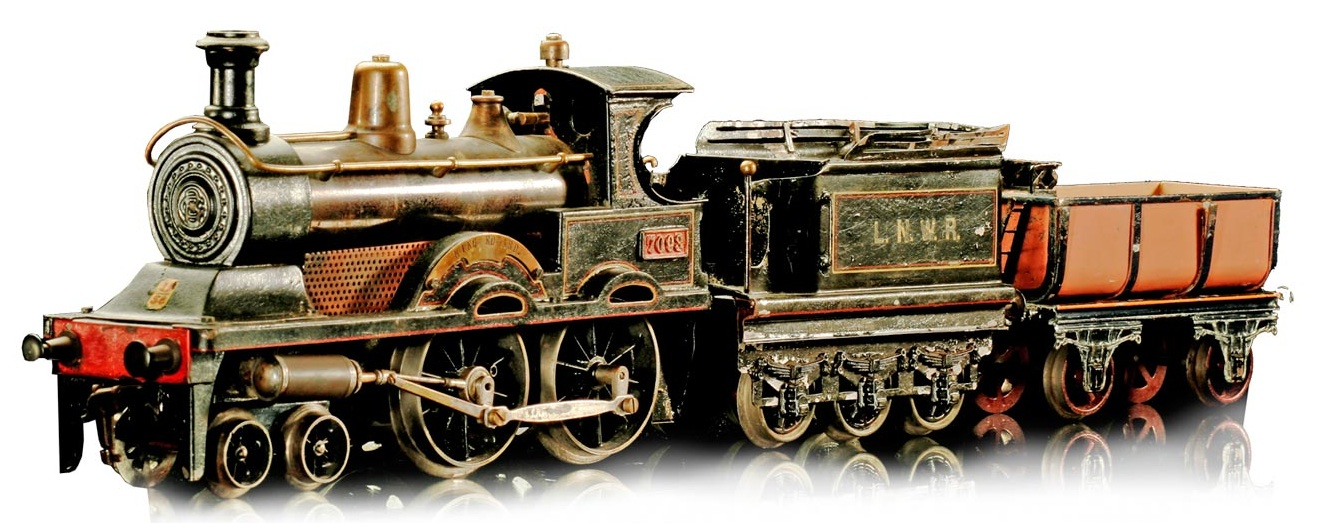
Locomotiva a vapore vivo King Edward.
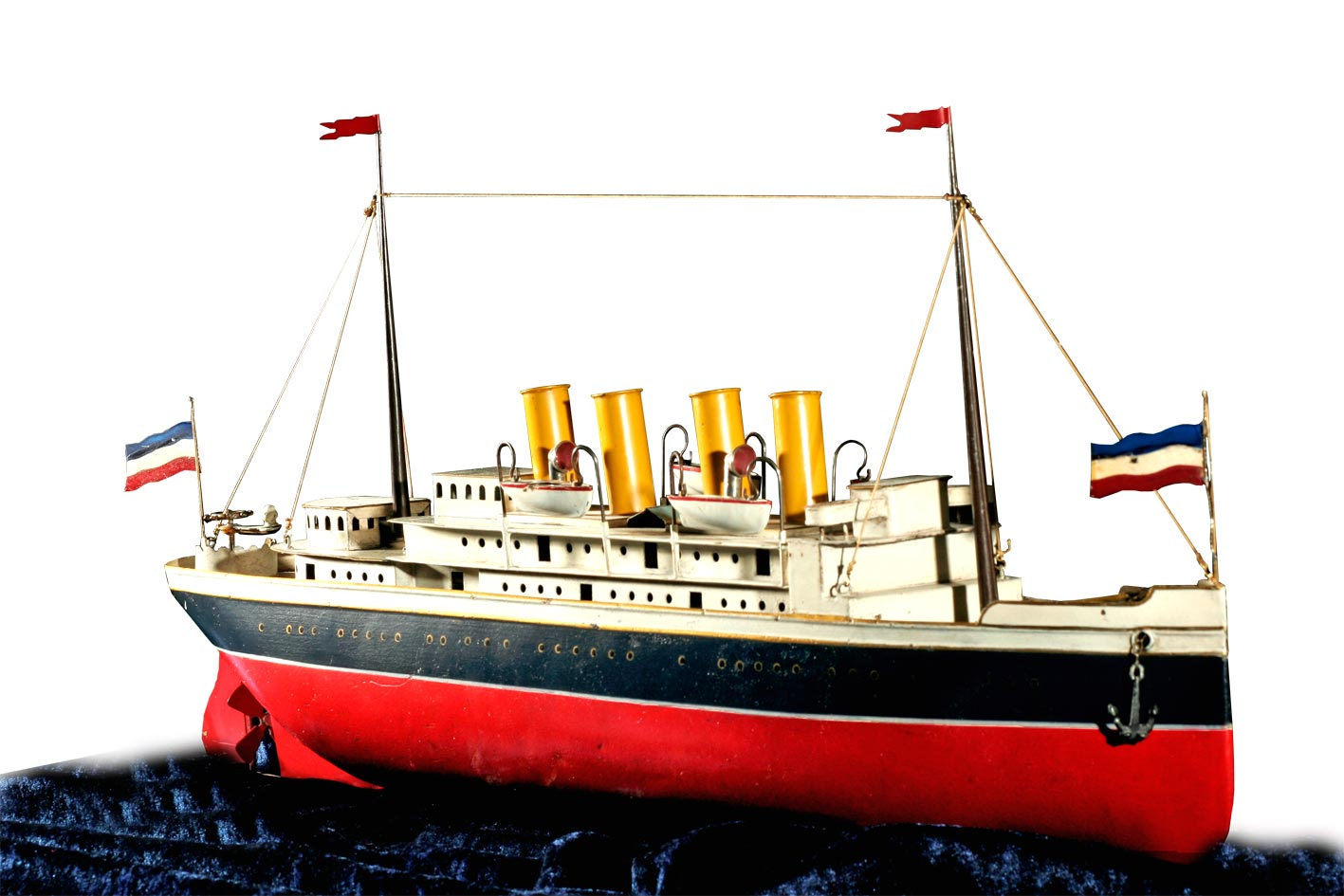
Transatlantico
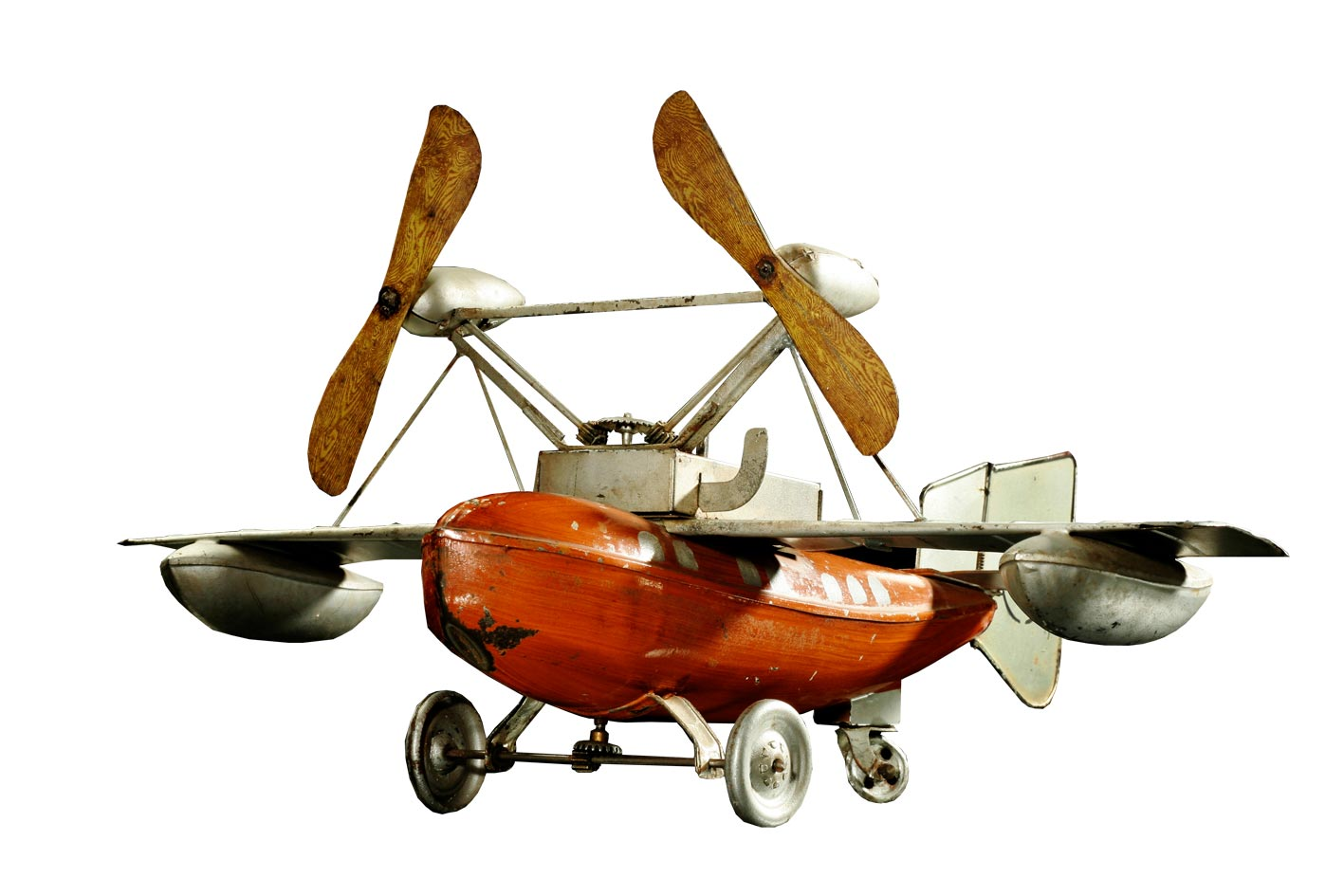
Flying boat

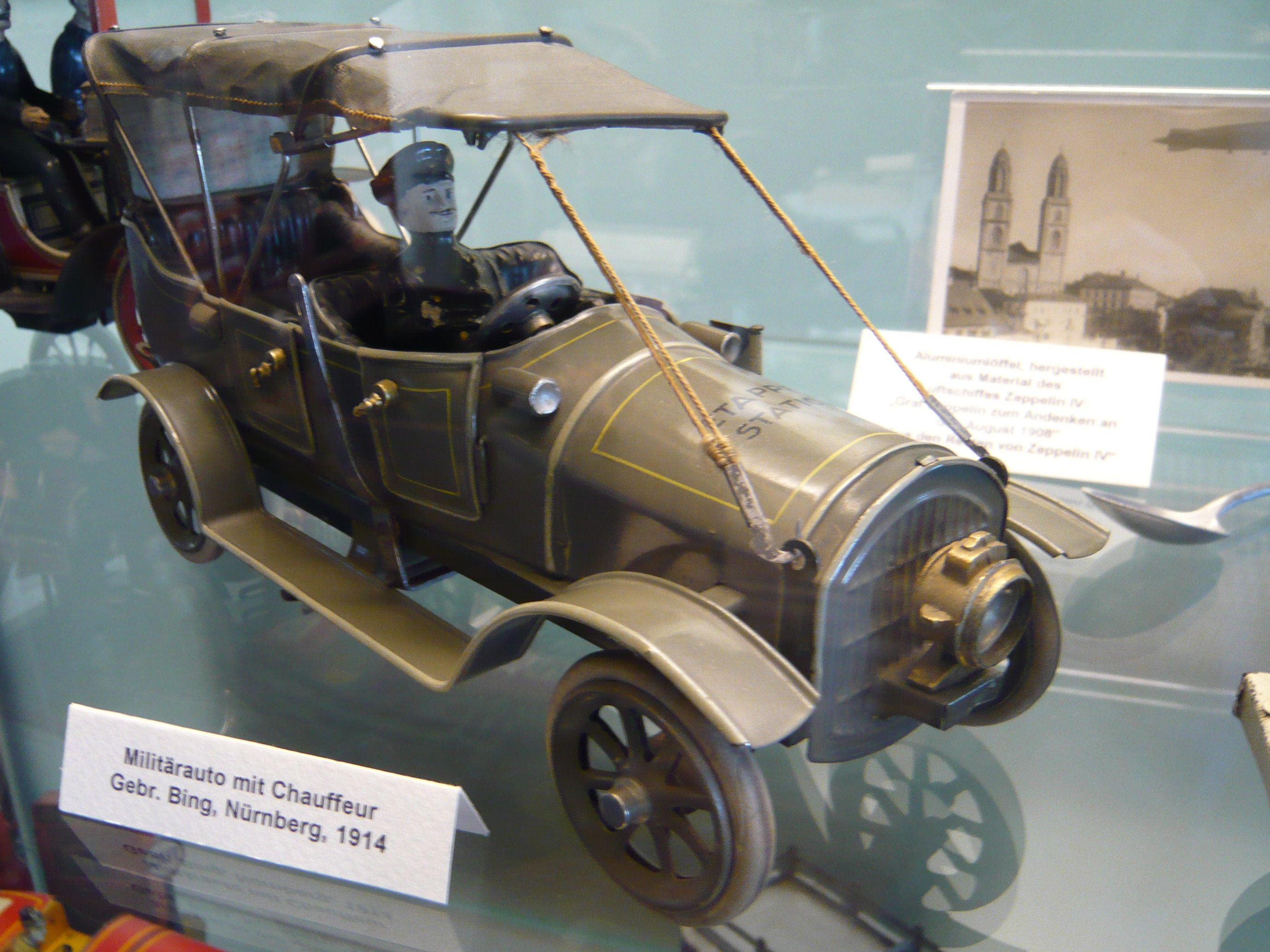
Macchina militare (1914)
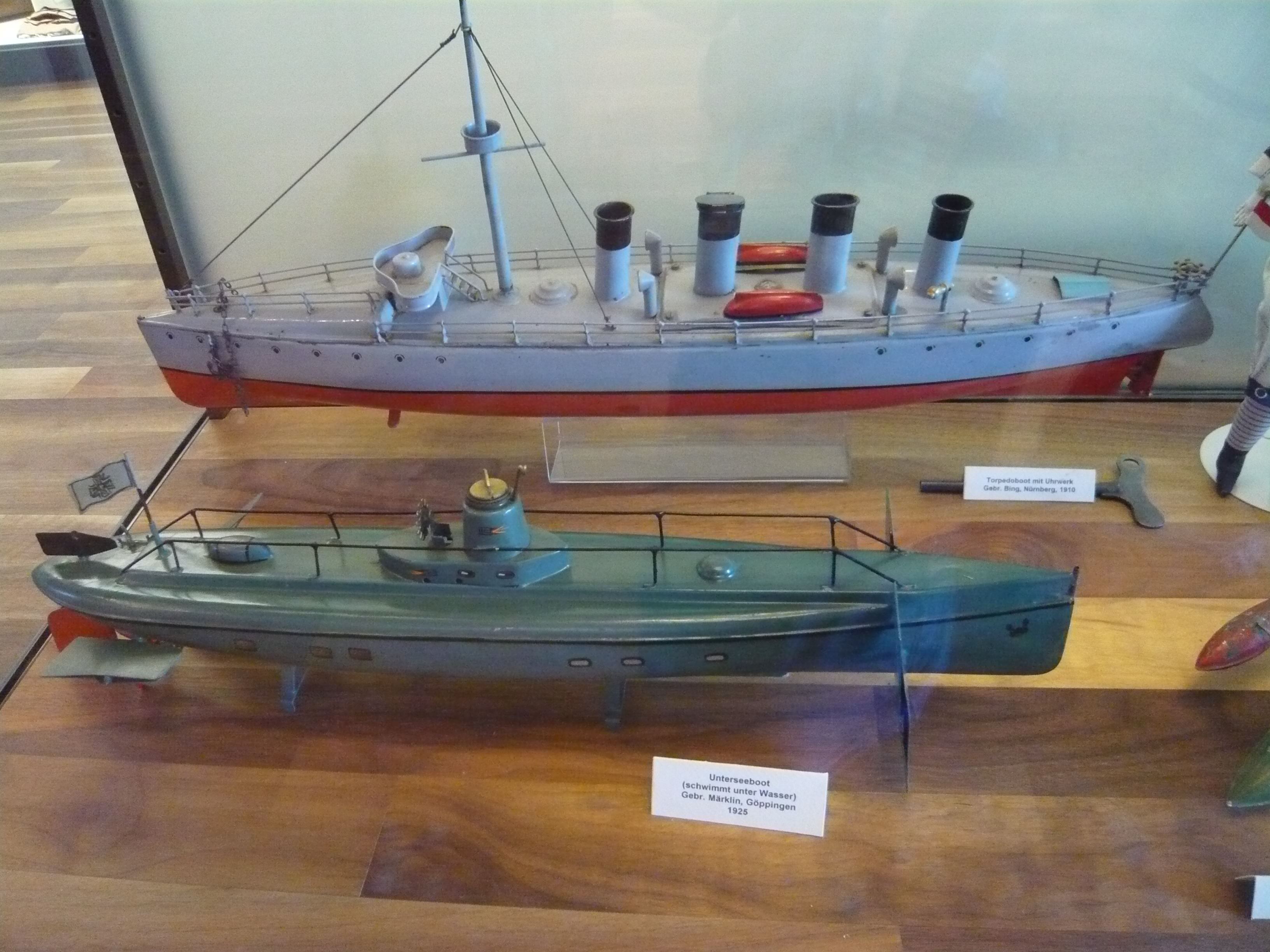
Torpediniera azionata a carica (sopra) (1910)
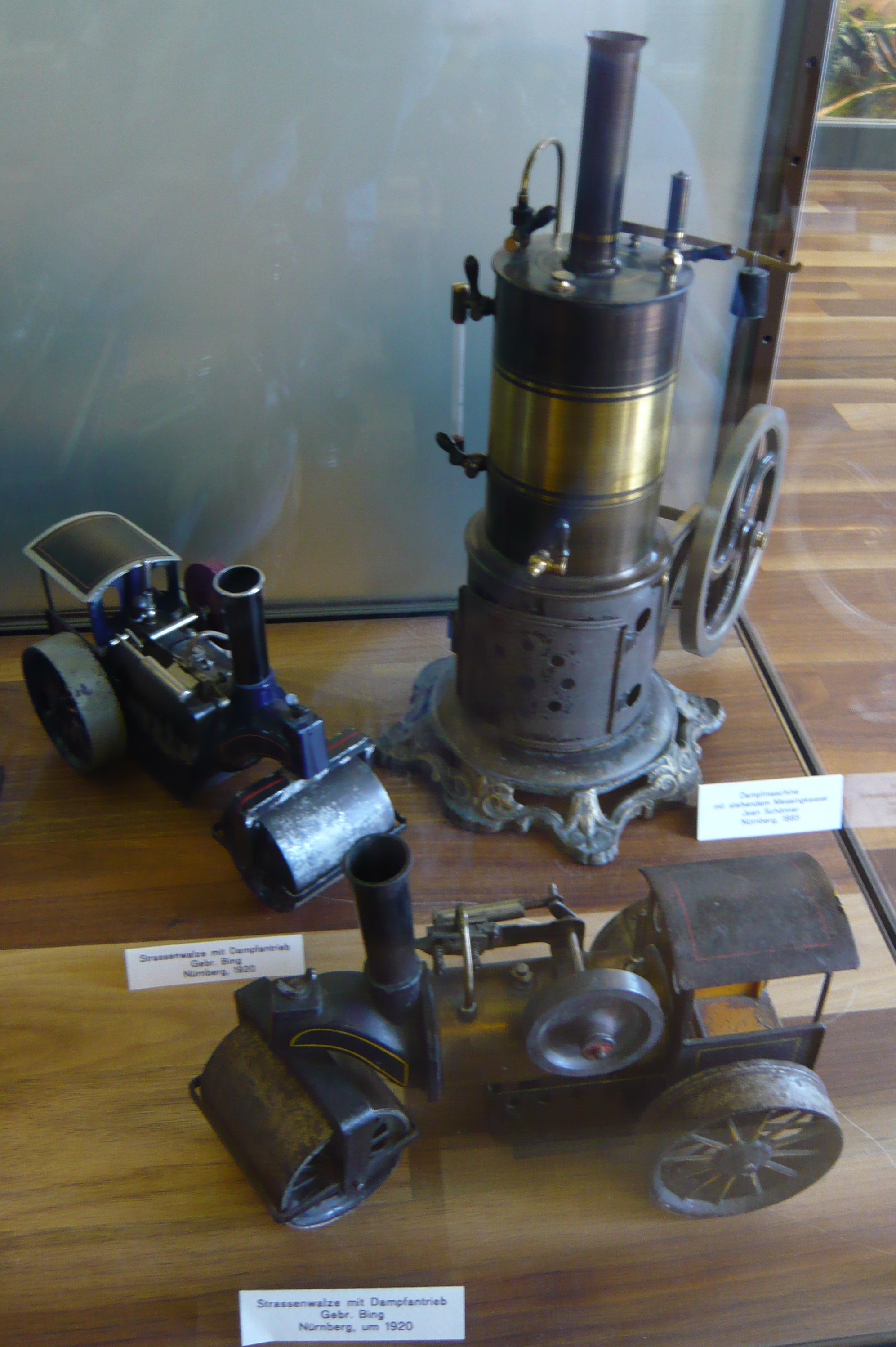
Due rulli compressori Bing (1920) e un modello di macchina a vapore verticale Schönner (1885)
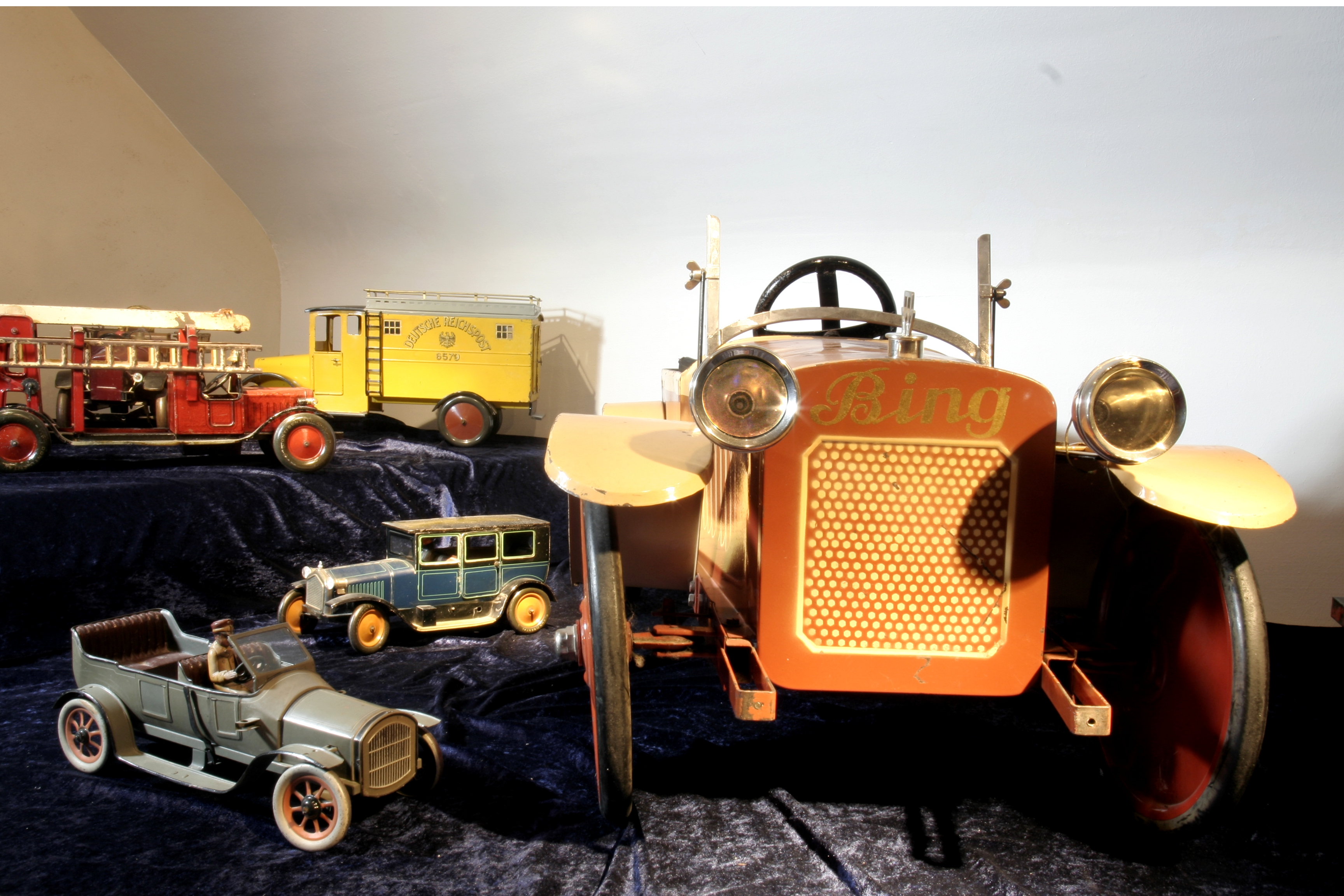
Auto giocattolo e auto a pedali assortite.
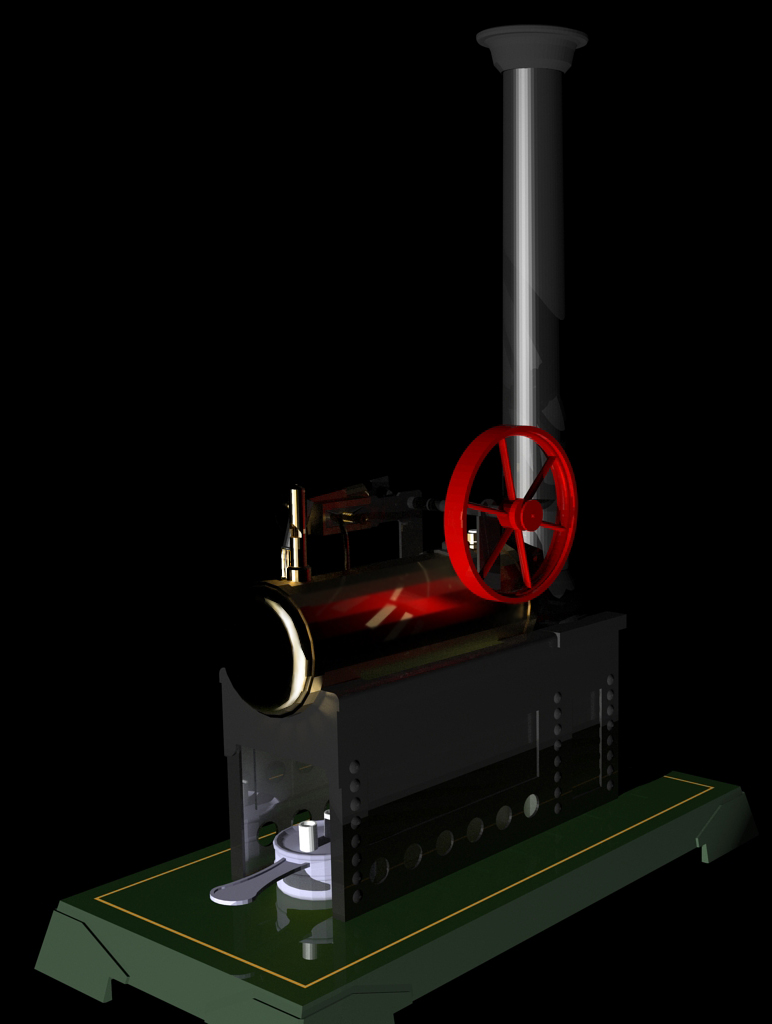
Motore a vapore Bing (1925 circa)